# North Lincolnshire

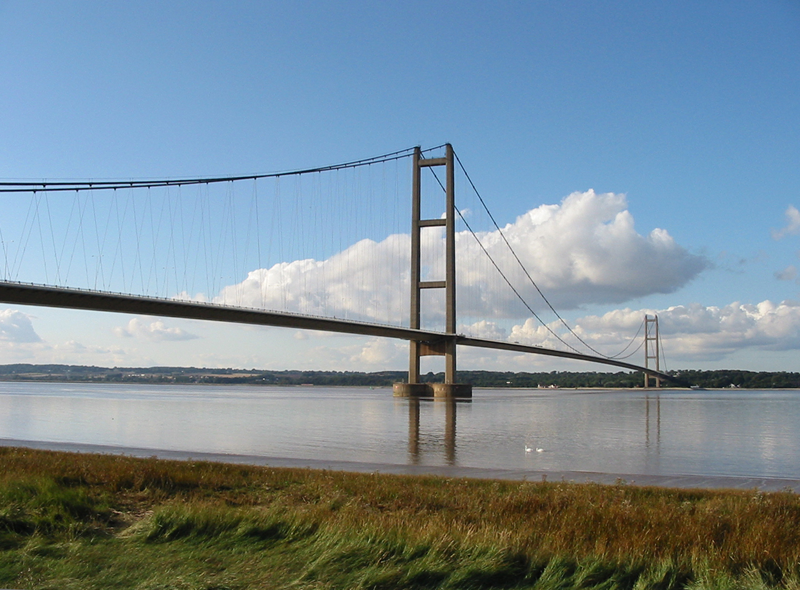
El puente del Humber entre Hessle y Barton-upon-Humber.

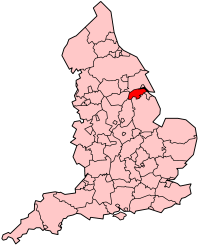

North Lincolnshire es una autoridad unitaria en la región de Yorkshire y Humber, en Inglaterra, Reino Unido. Para propósitos ceremoniales forma parte de Lincolnshire.
Su superficie es de 846 km² y queda en el lado meridional del estuario del Humber y consiste principalmente de tierra agrícola, incluyendo tierra en el otro lado del río Trent. Limita con North East Lincolnshire, Lincolnshire, Yorkshire del Sur, Nottinghamshire y el Yorkshire del Este. 
Antes de la creación de Humberside en 1974, fue parte de Lincolnshire, sólo convirtiéndose en North Lincolnshire en 1996 con la supresión de Humberside. Hasta el 1 de abril de 1996, la zona ha sido parte de Humberside. El distrito se formó con la fusión de los burgos de Glanford y Scunthorpe y Boothferry meridional.  
Hay tres significativas ciudades: Scunthorpe (el centro administrativo), Brigg y Barton-upon-Humber.